# باشگاه فوتبال قیصر
باشگاه فوتبال قیصر یک باشگاه فوتبال حرفه‌ای قزاقی است که در ورزشگاه گانی مرادبایف در قزل‌اوردا مستقر است. آنها از اعضای بنیانگذار لیگ برتر قزاقستان هستند و تنها سه فصل پس از سقوط به دسته پایین‌تر، در این لیگ حضور نداشته‌اند. موفق‌ترین فصل آنها فصل ۱۹۹۸ بود که جام حذفی قزاقستان را بردند و در لیگ چهارم شدند. آنها همچنین در سال ۲۰۱۹ جام حذفی قزاقستان را نیز از آن خود کردند.

## افتخارات
- جام حذفی قزاقستان
  - قهرمانی (۲): ۱۹۹۸، ۲۰۱۹
- دسته اول قزاقستان
  - قهرمانی (۴): ۱۹۹۵، ۲۰۰۵، ۲۰۱۳، ۲۰۱۶